# Stínadelská trilogie
Stínadelská trilogie je třídílný románový cyklus českého spisovatele Jaroslava Foglara obsahující dobrodružná díla Záhada hlavolamu (1940–1941), Stínadla se bouří (1946–1947) a Tajemství Velkého Vonta (1986). Příběhy se odehrávají v tajuplné městské čtvrti zvané Stínadla, jejichž tajemství odhaluje chlapecká parta zvaná Rychlé šípy. Všechny tři romány vyšly poprvé společně v knize Dobrodružství v temných uličkách (1990), později v souboru Rychlé šípy ve Stínadlech (2005). Vydány byly i v komiksové podobě.
Mnoho čtenářů těchto knih se již dohadovalo, zda se některé události v příbězích (alespoň z části) skutečně nestaly. Sedmdesát let po napsání prvního dílu publikoval ucelený přehled Foglarových inspiračních zdrojů Miloš Dvorský v knize Mýtus zvaný Stínadla. Na základě studia archivních pramenů a srovnávání různých možných inspiračních zdrojů přehledně zdokumentoval a doložil, že Foglar se při psaní stínadelských románů inspiroval na několika konkrétních místech staré Prahy. Pravděpodobným předobrazem Vontů jsou klukovské party z pražského Františku. Klub Rychlé šípy jsou podle Miloše Dvorského kombinací Foglarovy vlastní klukovské party z Vinohrad, zážitků Foglarova skautského oddílu, novinových výstřižků a vysněných ideálů.
Jaroslav Foglar chystal ještě čtvrté pokračování, nestačil ho však napsat, protože zemřel. Dílo mělo pracovní názvy: Budou se Stínadla bourat? nebo Kdo byl Jan Tleskač? Z příběhu se zachoval jen velmi hrubý obsah děje ve dvou různých dějových liniích. V konceptu je upřesněno několik jinde neuvedených podrobností k původu Jana Tleskače a nastíněn další vývoj událostí ve Stínadlech, které čekala asanace. Jako první je obě srovnal a společně jejich obsah publikoval Miloš Dvorský ve své knize Mýtus zvaný Stínadla.

## Dobrodružství v temných uličkách
Dobrodružství v temných uličkách je první souhrnné vydání stínadelské trilogie, které v roce 1990 vydalo nakladatelství Olympia. Ilustroval ho Marko Čermák.
Název byl Foglarovi víceméně vnucen. Chtěl, aby se kniha jmenovala Třikrát Stínadla, ale nebylo mu vyhověno. Kniha se projednávala ještě před rokem 1989 a název se vedoucímu odboru příliš nelíbil. Po sametové revoluci již byla kniha téměř vyrobena, takže se název nedal změnit.
Kniha Dobrodružství v temných uličkách vyšla ve dvou vydáních: v roce 1990 (v nákladu 120 000 výtisků) a v roce 1991.
Kniha je šestým (resp. sedmým) vydáním románu Záhada hlavolamu, druhým (resp. třetím) vydáním románu Stínadla se bouří a prvním (resp. druhým) českým vydáním posledního dílu trilogie, románu Tajemství Velkého Vonta.

## Rychlé šípy ve Stínadlech
Rychlé šípy ve Stínadlech je souborné vydání stínadelské trilogie z roku 2005 ve velkém formátu a s novými ilustracemi Milana Tesleviče. Vydalo ji nakladatelství Olympia.
Druhé vydání souboru bylo realizováno v roce 2015.